# Гитерс, Клейтон
Клейтон Гитерс (англ. Clayton Geathers, 1 июня 1992, Джорджтаун, Южная Каролина) — профессиональный американский футболист, сэйфти. Известен по выступлениям за клуб НФЛ «Индианаполис Колтс».

## Биография
Клейтон Гитерс родился 1 июня 1992 года в Джорджтауне в Южной Каролине. Он учился в старшей школе Карверс-Бей в Хемингуэе, в составе её футбольной команды играл на позициях ди-бэка и раннинбека. В 2007 и 2008 годах в составе команды Гитерс выигрывал чемпионат штата Южная Каролина. После окончания школы он поступил в Университет Центральной Флориды.

### Любительская карьера
В турнире NCAA Гитерс дебютировал в 2010 году, сыграв один матч, после чего оставшуюся часть сезона провёл в статусе освобождённого игрока. В 2011 году он стал стартовым стронг сэйфти команды, провёл двенадцать матчей и был включён в состав символической сборной новичков Конференции США. Сезон 2012 года Гитерс завершил со 117-ю захватами в четырнадцати играх, став вторым в команде по этому показателю.
В сезоне 2013 года Гитерс сыграл в тринадцати матчах на месте стронг сэйфти, сделав 100 захватов. После завершения турнира он получил командную награду Самому прогрессирующему игроку защиты, а также вошёл в состав сборной звёзд конференции AAC по версии издания Sporting News. В 2014 году он был выбран одним из капитанов команды. Всего за пять лет выступлений Гитерс сыграл в 53-х матчах, повторив рекорд университета. Сделанные им 383 захвата на момент окончания карьеры стали третьим результатом в истории колледжа.

#### Статистика выступлений в NCAA
| Сезон | Команда   | Игры | Захваты | Захваты | Захваты | Захваты | Захваты | Перехваты | Перехваты | Перехваты | Перехваты | Перехваты | Фамблы | Фамблы | Фамблы | Фамблы |
| Сезон | Команда   | Игры | Solo    | Ast     | Tot     | Loss    | Sk      | Int       | Yds       | Y/R       | TD        | PD        | FR     | Yds    | TD     | FF     |
| ----- | --------- | ---- | ------- | ------- | ------- | ------- | ------- | --------- | --------- | --------- | --------- | --------- | ------ | ------ | ------ | ------ |
| 2010  | ЮСФ Найтс | 1    | 2       | 0       | 2       | 1,0     | 0,0     | 0         | 0         | 0,0       | 0         | 0         | 0      | 0      | 0      | 0      |
| 2011  | ЮСФ Найтс | 12   | 40      | 27      | 67      | 3,0     | 0,0     | 0         | 0         | 0,0       | 0         | 6         | 0      | 0      | 0      | 0      |
| 2012  | ЮСФ Найтс | 14   | 62      | 55      | 117     | 4,0     | 0,0     | 0         | 0         | 0,0       | 0         | 5         | 0      | 0      | 0      | 2      |
| 2013  | ЮСФ Найтс | 13   | 64      | 36      | 100     | 4,5     | 0,0     | 2         | 5         | 2,5       | 0         | 10        | 1      | 0      | 0      | 2      |
| 2014  | ЮСФ Найтс | 13   | 58      | 39      | 97      | 6,5     | 1,0     | 1         | 2         | 2,0       | 0         | 9         | 1      | 0      | 0      | 1      |
| Всего | Всего     | 53   | 226     | 157     | 383     | 19,0    | 1,0     | 3         | 7         | 2,3       | 0         | 30        | 2      | 0      | 0      | 5      |

### Профессиональная карьера
Перед драфтом НФЛ 2015 года сильными сторонами Гитерса назывались его антропометрические данные и физическая сила, лидерские качества, значительный опыт игры в стартовом составе, агрессивность при захватах соперников. К недостаткам относили невысокую эффективность игры в прикрытии против паса, допускаемые при захватах ошибки, не всегда верную оценку игровой ситуации.
На драфте Гитерс был выбран клубом «Индианаполис Колтс» в четвёртом раунде. В мае он подписал четырёхлетний контракт на общую сумму около 2,8 млн долларов. В течение этого периода он сыграл за «Колтс» 41 матч, в том числе 24 игры в стартовом составе. Значительное количество матчей Гитерс был вынужден пропустить из-за травм. На девятой игровой неделе регулярного чемпионата 2016 года он травмировал шею и пропустил оставшуюся часть сезона. После операции и восстановления в 2017 году он смог принять участие только в пяти играх. В 2018 году он травмировал колено, шею и локоть, а также получил сотрясение мозга. Гитерс не принимал участие в большей части тренировочных сборов, но смог выйти на поле в двенадцати матчах сезона и установить личный рекорд, сделав 86 захватов. После окончания сезона 2018 года Гитерс получил статус свободного агента и подписал новый однолетний контракт с «Колтс». Сумма соглашения составила 2,75 млн долларов. В регулярном чемпионате 2019 года он был капитаном защиты «Колтс», в пятнадцати играх сделав 48 захватов и первый в своей карьере перехват. Также он выходил на поле в составе специальных команд.
Сезон 2020 года Гитерс пропустил целиком из-за рисков, связанных с пандемией COVID-19. В марте 2021 года его агент сообщил, что игрок полностью здоров и готов вернуться на поле.

#### Статистика выступлений в НФЛ

##### Регулярный чемпионат
| Сезон | Команда            | Игры | Захваты | Захваты | Захваты | Захваты | Захваты | Перехваты | Перехваты | Перехваты | Перехваты | Перехваты | Фамблы | Фамблы | Фамблы | Фамблы |
| Сезон | Команда            | Игры | Solo    | Ast     | Tot     | Loss    | Sk      | Int       | Yds       | Y/R       | TD        | PD        | FR     | Yds    | TD     | FF     |
| ----- | ------------------ | ---- | ------- | ------- | ------- | ------- | ------- | --------- | --------- | --------- | --------- | --------- | ------ | ------ | ------ | ------ |
| 2015  | Индианаполис Колтс | 15   | 27      | 7       | 34      | 0       | 0,0     | 0         | 0         | 0,0       | 0         | 1         | 1      | 29     | 0      | 0      |
| 2016  | Индианаполис Колтс | 9    | 50      | 9       | 59      | 2       | 0,0     | 0         | 0         | 0,0       | 0         | 5         | 0      | 0      | 0      | 1      |
| 2017  | Индианаполис Колтс | 5    | 5       | 3       | 8       | 0       | 0,0     | 0         | 0         | 0,0       | 0         | 0         | 0      | 0      | 0      | 0      |
| 2018  | Индианаполис Колтс | 12   | 61      | 28      | 89      | 1       | 0,0     | 0         | 0         | 0,0       | 0         | 3         | 0      | 0      | 0      | 1      |
| 2019  | Индианаполис Колтс | 15   | 40      | 14      | 54      | 1       | 0,0     | 1         | 0         | 0,0       | 0         | 1         | 0      | 0      | 0      | 0      |
| Всего | Всего              | 56   | 183     | 61      | 224     | 4       | 0,0     | 1         | 0         | 0,0       | 0         | 10        | 1      | 29     | 0      | 2      |

##### Плей-офф
| Сезон | Команда            | Игры | Захваты | Захваты | Захваты | Захваты | Захваты | Перехваты | Перехваты | Перехваты | Перехваты | Перехваты | Фамблы | Фамблы | Фамблы | Фамблы |
| Сезон | Команда            | Игры | Solo    | Ast     | Tot     | Loss    | Sk      | Int       | Yds       | Y/R       | TD        | PD        | FR     | Yds    | TD     | FF     |
| ----- | ------------------ | ---- | ------- | ------- | ------- | ------- | ------- | --------- | --------- | --------- | --------- | --------- | ------ | ------ | ------ | ------ |
| 2018  | Индианаполис Колтс | 2    | 14      | 6       | 20      | 0       | 0,0     | 0         | 0         | 0,0       | 0         | 1         | 0      | 0      | 0      | 0      |
| Всего | Всего              | 2    | 14      | 6       | 20      | 0       | 0,0     | 0         | 0         | 0,0       | 0         | 1         | 0      | 0      | 0      | 0      |